# Puchar Interkontynentalny w Lekkoatletyce 2010 – bieg na 200 m kobiet
Bieg na 200 metrów kobiet – jedna z konkurencji rozegranych podczas pucharu interkontynentalnego w Splicie. Sprinterki rywalizowały 5 września – drugiego dnia zawodów.

## Rezultaty
| Poz. | Zawodniczka          | Reprezentacja  | Czas  |
| ---- | -------------------- | -------------- | ----- |
| 1.   | Aleksandra Fiedoriwa | Europa         | 22,86 |
| 2.   | Jelizaweta Bryzhina  | Europa         | 23,37 |
| 3.   | Cydonie Mothersill   | Ameryka        | 23,41 |
| 4.   | Consuella Moore      | Ameryka        | 23,52 |
| 5.   | Oludamola Osayomi    | Afryka         | 23,84 |
| 6.   | Jody Henry           | Azja i Oceania | 24,02 |
| 7.   | Estie Wittstock      | Afryka         | 24,05 |
| 8.   | Momoko Takahashi     | Azja i Oceania | 24,27 |